# Assedio di Hijiyama
L'assedio di Hijiyama  (比自山城の戦い hijiyama-jō no tatakai) fu una delle battaglie cruciali delle campagne di Oda Nobunaga per conquistare la provincia di Iga durante il periodo Sengoku in Giappone. Dopo un lungo assedio e diversi attacchi sventati da parte dei difensori, il castello alla fine cadde e fu distrutto.
Gamō Ujisato e Tsutsui Junkei comandarono le forze di Nobunaga, Gamō attaccando le vicine città del castello nei pressi della moderna Ueno, mentre Tsutsui si avvicinava da ovest. La forza difensiva abbandonò quei villaggi e si radunò nella fortezza, alcuni preparando un'imboscata a metà della collina. Gamō e Tsutsui lanciarono il loro assalto di notte, spingendo su per la collina e incontrando una fiera resistenza prima di essere respinti completamente dall'imboscata. I difensori lanciarono sassi e persino alberi e spararono con moschetti dal castello.
Diverse notti dopo, la guarnigione lanciò un proprio attacco segreto sul campo nemico a Nagaokayama. Avvicinandosi da tre direzioni, accesero le torce su un segnale e si chiusero. Le forze di Tsutsui erano allarmate e confuse e cominciarono a sparare frecce in ogni direzione. Poco dopo, però, le torce furono spente da un forte vento, e la battaglia fu immersa nell'oscurità. I guerrieri della guarnigione presumibilmente usavano codici vocali per aiutarli a determinare l'amico dal nemico, mentre i loro nemici si uccidevano a vicenda nella confusione.
Nonostante questo assalto, la fortezza rimase sotto assedio, in grave inferiorità numerica e a corto di cibo. Quando Gamō e Tsutsui attaccarono ancora una volta la fortezza, riuscirono a dare alle fiamme l'intera struttura. La combinazione tra vento e tempo secco diffuse il fuoco attraverso le palizzate di legno, distruggendo l'intera fortezza, insieme al vicino santuario di Hachiman Shintō.